# Jacques Tréfouël
Ne doit pas être confondu avec Jacques Tréfouël, réalisateur.
Pour les articles homonymes, voir Tréfouël.
Jacques Tréfouël est un chimiste français né au Raincy (Seine-et-Oise) le 9 novembre 1897 et mort dans le 15e arrondissement de Paris le 11 juillet 1977. Il fut directeur de l’Institut Pasteur. Il est surtout connu pour sa contribution à la découverte des propriétés thérapeutiques des sulfamides.

## Les premières années
Son père, Eugène Tréfouël, employé dans le commerce des soieries, est le petit-neveu par sa mère des comédiens Constant et Ernest Coquelin.
Il fait ses études secondaires au lycée Carnot de Paris, où il a comme camarades Louis Aragon, Pierre Maison et Jacques Coutrot, futur champion d'escrime.
Il s'inscrit à la faculté des sciences. Il y suit le cours de Maurice Caullery, mais ses études sont interrompues par la guerre, et il est mobilisé en 1915. La paix revenue, il travaille pendant deux ans dans le laboratoire d’Albin Haller à la Sorbonne.

## L’Institut Pasteur

### Le laboratoire de chimie thérapeutique
En 1920, Tréfouël entre à l’Institut Pasteur. Il est assistant de laboratoire dans le service de chimie thérapeutique dirigé par Ernest Fourneau. L’année suivante, il épouse Thérèse Boyer, avec laquelle il signera de nombreuses publications.
Outre une étude sur les anesthésiques locaux, Jacques Tréfouël poursuit ses travaux, « indissociables de ceux de son maître, Ernest Fourneau », dans deux directions principales : la chimie des antiprotozoaires et celle des antibactériens.
Dans le premier domaine, il synthétise nombre d’acides dérivés de l’atoxyl, contribuant à démontrer l’étroitesse de la relation qui s’établit entre l’activité spécifique d’un composé d’une part, et la nature de la chaîne substituée et sa position sur le noyau aromatique d’autre part. Ainsi participe-t-il à la découverte de deux médicaments de choix : l’orsanine, active contre la maladie du sommeil, et le stovarsol, efficace contre la syphilis, les leishmanioses et l’amibiase. Il participe également à la recherche de médicaments antipaludiques, systématiquement entreprise par Fourneau à partir de 1930. Dans ce but, il synthétise de nombreux dérivés de la série des quinoléines, parmi lesquels la rhodoquine se montre d’une grande efficacité thérapeutique.
Dans le second domaine, la principale contribution de Jacques Tréfouël aux progrès de la chimie thérapeutique est certainement la découverte, en 1935, en collaboration avec Thérèse Tréfouël, Federico Nitti et Daniel Bovet, des propriétés thérapeutiques des sulfamides. Les époux Tréfouël ayant synthétisé une longue série d’analogues du Prontosil, colorant antistreptococcique mis au point par Gerhard Domagk et commercialisé au début de la même année 1935, Nitti et Bovet montrent que seul le sulfanilamide, part incolore de tous ces composés azoïques, est actif contre les bactéries. Ils ouvrent ainsi la voie de la sulfamidothérapie.
Encouragés par la remarquable efficacité des sulfamides, Fourneau et Tréfouël s’intéressent alors à l’activité antibactérienne de la sulfone-mère et ils aboutissent, en 1937, à la mise au point de l’acédapsone, active contre le streptocoque et contre les bacilles de Koch et de Hansen, ouvrant cette fois la voie à la sulfonethérapie.

### La direction de l'Institut
En décembre 1940, tout en conservant ses fonctions de chef de service dans le laboratoire de chimie thérapeutique, que Fourneau dirigera jusqu’à la Libération, Jacques Tréfouël est nommé à la direction de l'Institut Pasteur. Il y succède à Gaston Ramon. Le nouveau directeur conserve Noël Bernard et s’adjoint René Dujarric de la Rivière à la sous-direction de l’Institut.
Pendant la guerre et sous la direction de Tréfouël, l’Institut acquiert un domaine en zone libre, à la Roche-Beaulieu, et y installe un laboratoire de production du vaccin contre le typhus exanthématique. Le directeur, soutenu par Louis Aublant, secrétaire général de la Santé, obtient la dispense du travail obligatoire pour le personnel de l’Institut. À partir de 1942, à la demande de Louis Pasteur Vallery-Radot, Gabriel Richet et Paul Milliez, Federico Nitti approvisionne un dépôt de médicaments destinés à la Résistance.
En 1942, Jacques Tréfouël a soutenu sa thèse de doctorat en sciences physiques sur les arsenicaux pentavalents.
À la Libération, Tréfouël préside le Comité militaire de la pénicilline et, avec Federico Nitti et Antoine Bonnefoi, il participe aux travaux du Centre militaire d'étude et de fabrication de la pénicilline.
Il organise en 1955 à l'Institut Pasteur, avec Ludwik Rajchman, cofondateur du Centre international de l'enfance, et avec l'Institut d'hygiène de Varsovie, un symposium franco-polonais sur la bactériologie.
Jacques Tréfouël est mort à Paris, le 11 juillet 1977.

## Publications
- 1926 : « Dérivés de l'acide phénylarsénique dans le traitement de la trypanosomiase : Relations entre l'action thérapeutique des acides arséniques aromatiques et leur constitution », avec Ernest Fourneau, Thérèse Tréfouël et Yvonne de Lestrange, dans Annales de l'Institut Pasteur, vol. 40, pp. 933-951.
- 1927 : « Sur les isomères de l'acide para-oxy-3 aminophénylarsinique et son dérivé acétylé (Stovarsol) », avec E. Fourneau, Th. Tréfouël et Germaine Benoit, dans Bulletin de la Société chimique de France, vol. 41, pp. 499-514.
- 1930 : « Homologues et isomères de la novocaïne : Stovaïne et dérivés anesthésiques », avec Th. Tréfouël et Ch. Barbelet, dans Bulletin des sciences pharmacologiques, vol. 37, pp. 240-254.
- 1935 : « Activité du p.aminophénylsulfamide sur l’infection streptococcique expérimentale de la souris et du lapin », avec Th. Tréfouël, Federico Nitti et Daniel Bovet, dans Comptes rendus de la Société de biologie, vol. 120, 23 novembre, p. 756-758.
- 1937 : « Chimiothérapie de l'infection pneumococcique par la di-(p-acétylaminophényl)-sulfone (1399 F) », avec E. Fourneau, Th. Tréfouël, F. Nitti et D. Bovet, dans C. r. hebd. séances Acad. sci., vol. 205, pp. 299-300.
- 1937 : « Action antistreptoccique des dérivés sulfurés organiques », dans Comptes rendus hebdomadaires des séances de l'Académie des sciences, avec E. Fourneau, F. Nitti, D. Bovet et Th. Tréfouël, vol. 204, pp. 1763-1766.
- 1942 : Relations entre structure et propriétés thérapeutiques des dérivés organiques de l'arsenic pentavalent (thèse de doctorat en sciences physiques), faculté des sciences de l'université de Paris, Ancienne Imprimerie de la cour d'appel.
- 1954 : « De la chimiothérapie antiprotozoaire à la chimie antibactérienne », dans Bull. Soc. chim. Fr., pp. 1189-1192.

## Récompenses et distinctions
- Prix Parkin, de l’Académie des sciences (1927)
- Prix Louis, de l'Académie de médecine (1931)
- Prix Paultre, de l’Académie des sciences (1932)
- Prix Buisson, de l'Académie de médecine (1940)
- Prix du général Muteau, de l’Académie des sciences (1941)

## Décorations
- Grand officier de la Légion d'honneur (1963)
- Croix de guerre 1914–1918 (1919)
- Commandeur de l'ordre de la Santé publique (1955)[9]
- Commandeur de l'ordre de l'Économie nationale (1955)[10]

## Titres et fonctions

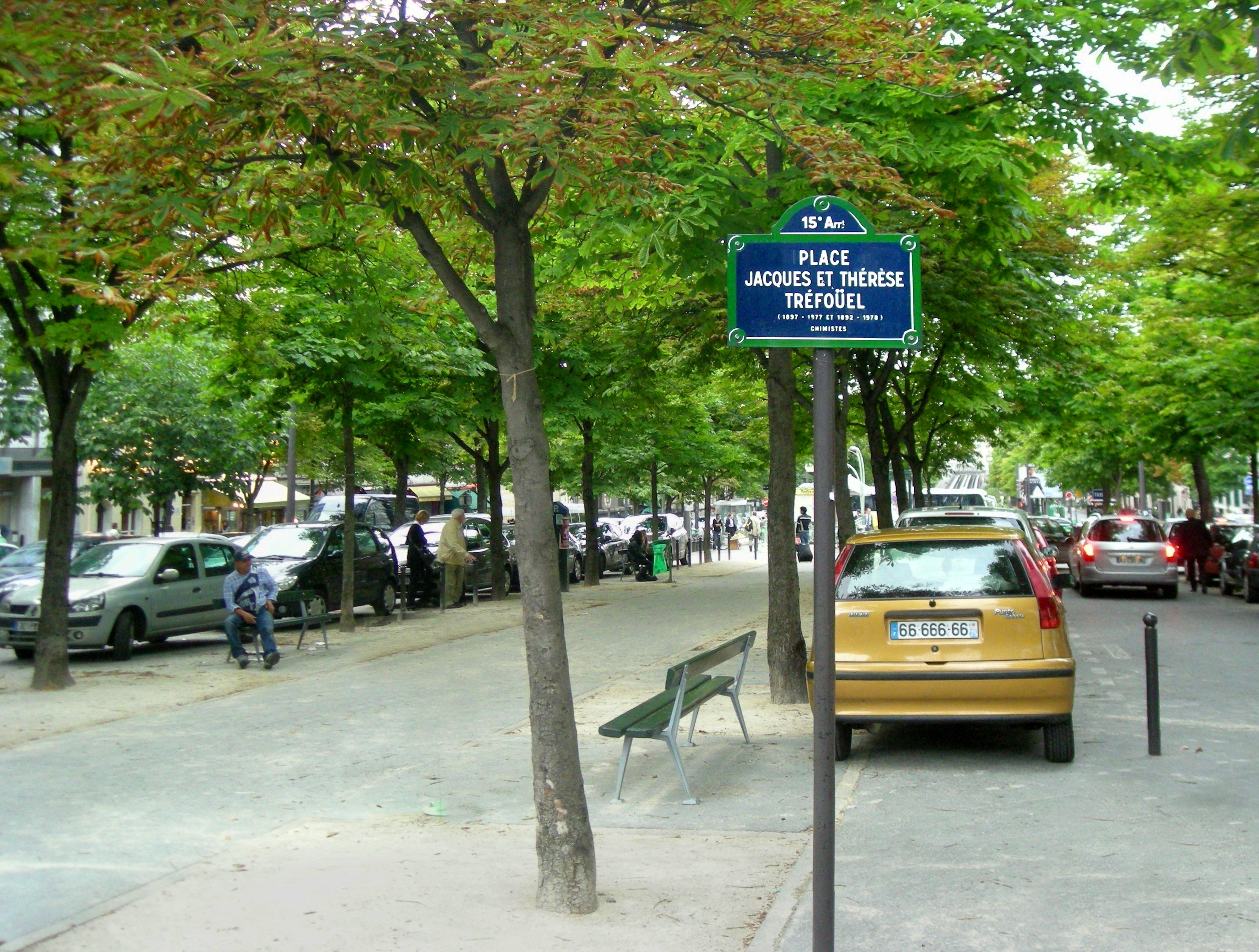
Place Jacques-et-Thérèse-Tréfouël
À côté de l'Institut Pasteur

- Docteur en sciences physiques (1942)
- Membre de la Société chimique de France (1920), de la Société de pathologie exotique (1927) et de la Société philomathique de Paris (1933)
- Membre du conseil de la Société chimique de France (1945-1947)
- Membre de l'Académie de médecine (1942) et de l'Académie des sciences (1947)
- Membre de la commission consultative sur les recherches biologiques du Commissariat à l'énergie atomique (avec Antoine Lacassagne) (1953)
- Vice-président (1948-1950) et président (1951-1953) de la Société chimique de France
- Président de la Société française de thérapeutique et de pharmacodynamie (1954)
- Président de l'Académie des sciences (1965) et de l'Académie de médecine (1967)
- Président de la Société d'encouragement pour l'industrie nationale (1968-1973)
- Président de la Société de biologie (1971)
- Président du conseil d'administration de l'Institut de médecine et d'épidémiologie africaine (1973)
- Assistant de laboratoire à l'Institut Pasteur (1920)
- Chef de laboratoire à l'Institut Pasteur (1928)
- Directeur de l'Institut Pasteur (1940)
- Directeur honoraire de l'Institut Pasteur (1965)

## Hommage
Le terre-plein central d'une   section du boulevard Pasteur, entre la rue de Vaugirard et les rues Edmond-Guillout et du Docteur-Roux, dans le  XVe arrondissement de Paris, a été nommé place Jacques-et-Thérèse-Tréfouël par arrêté municipal du 9 janvier 1987.

## Sources
Les sources principales de cet article sont :
- Claude Viel, « Jacques Tréfouël (1897-1977) », dans Laurence Lestel (dir.), Itinéraires de chimistes : 1857-2007 : 150 ans de chimie en France avec les présidents de la SFC, Société française de chimie et EDP Sciences, 2008 (présentation en ligne), p. 519-523 ;
- Service des archives de l'Institut Pasteur, « Repères chronologiques : Jacques Tréfouël (1897-1977) » (lire en ligne, consulté le 5 mai 2015).